# Ковалёв, Александр Петрович
Александр Петрович Ковалёв (12 октября 1950, Домна, Читинская область, СССР) — советский и российский футбольный тренер. Заслуженный тренер России (2001).
Отец — офицер-политработник Пётр Александрович Ковалёв, родился в Кургане, после увольнения проживал по последнему месту службы в Миассе.
Александр Ковалёв играл в заводской команде «Торпедо». После службы в армии на Дальнем Востоке поступил на факультет физического воспитания Читинского государственного педагогического института им. Н. Г. Чернышевского (окончил в 1978 году), играл в студенческой команде, позже — в «Локомотиве» Чита во второй лиге.
В 1978 году был приглашён тренером по футболу на стадион «Локомотив», где позже стал по совместительству директором.
Тренировал команду «Локомотив», игравшую в первенстве области. В 1984 году команда вернулась во вторую лигу. Старшим тренером стал Геннадий Неделькин, которого с 1986 года сменил 36-летний Ковалёв, работавший вторым тренером. В 1988 году «Локомотив» стал вторым призёром 4-й зоны, установив рекордную беспроигрышную серию из 15 домашних матчей. Победная домашняя рекордная серия составила 10 матчей. В 1990 году команда вновь стала серебряным призёром зонального турнира, не проиграв ни одного домашнего матча. В 1991 году «Локомотив» стал победителем зонального турнира.
С 1992 года команда играла в первой лиге России. В 1996—1999 годах Ковалёв также был президентом клуба. В 2004—2005 годах — спортивный директор и тренер-консультант.
Под руководством Ковалёва «Локомотив» провёл 726 матчей, в которых одержал 317 побед, 134 игры завершил вничью и 275 проиграл. В первом дивизионе — 544 матча (229 побед, 89 ничьих, 226 поражений).
В 2006—2007 — президент ФК «Звезда» Иркутск. С 12 февраля 2020 года — спортивный директор ФК «Зенит» Иркутск.
Почетный работник железнодорожного транспорта. Награждён медалью «За заслуги перед Читинской областью».